# Richard Torrez
Richard Torrez (Tulare, 1 de junho de 1999) é um boxeador estadunidense, medalhista olímpico.

## Carreira
Formado pela Mission Oak High School, Torrez conquistou a medalha de prata nos Jogos Olímpicos de Verão de 2020 em Tóquio, após confronto na final contra o uzbeque Bakhodir Jalolov na categoria peso superpesado.